# Negayan ancha
Negayan ancha är en spindelart som beskrevs av Lopardo 2005. Negayan ancha ingår i släktet Negayan och familjen spökspindlar. Inga underarter finns listade i Catalogue of Life.